# Péguy Luyindula
Péguy Makanda Luyindula (ur. 25 maja 1979 w Kinszasie, Demokratyczna Republika Konga) – francuski piłkarz pochodzenia kongijskiego grający na pozycji napastnika.

## Kariera klubowa
Luyindula urodził się w Kinszasie, stolicy Demokratycznej Republiki Konga. W młodym wieku wyemigrował z rodzicami do Francji i tam rozpoczął piłkarską karierę w klubie Chamois Niortais. Już w sezonie 1997/1998 zadebiutował w jego barwach w Ligue 2 i zdobył 8 goli, ale nie awansował z klubem o klasę wyżej. Latem po sezonie przeszedł jednak do RC Strasbourg i 8 sierpnia 1998 zadebiutował w Ligue 1 meczem z Olympique Lyon (1:1). Pierwszy sezon w Strasbourgu był dla Luyinduli niezbyt udany (nie zdobył gola), ale już w sezonie 1999/2000 był jednym z jaśniejszych punktów drużyny i jej najlepszym strzelcem z 7 bramkami na koncie. W 2001 roku natomiast osiągnął swój pierwszy sukces w karierze – zdobył Puchar Francji, jednak jego klub spadł z ligi.
Po sezonie po Luyindulę zgłosił się mistrz Francji Olympique Lyon i zawodnik podpisał kontrakt z tym klubem. W Olympique zaczął grywać w pierwszym składzie i zadebiutował w europejskich pucharach, w rozgrywkach Ligi Mistrzów. W 2002 roku sięgnął po swoje pierwsze mistrzostwo Francji, a w 2003 po drugie grając wówczas w ataku z Brazylijczykiem Sonnym Andersonem. W sezonie 2003/2004 jego partnerem w ataku był rodak Andersona, Giovane Élber, ale to Luyindula był najlepszym strzelcem drużyny (16 goli) i przyczynił się po raz kolejny do swojego trzeciego tytułu mistrza kraju.
Latem 2004 Luyindula odszedł jednak z Lyonu i za 11 milionów euro trafił do Olympique Marsylia. W jej barwach strzelił 10 goli, o 3 więcej od partnera z ataku, Steve’a Marleta i zajął z nią 5. miejsce w Ligue 1. We wrześniu 2005 Luyindula stracił miejsce w składzie i na cały sezon został wypożyczony do AJ Auxerre. Stworzył linię napadu wraz z Luigim Pieronim i razem zdobyli 22 gole, a AJA zakończyło sezon na 6. pozycji.
W 2006 roku Luyindula wrócił do OM, ale znów trafił na wypożyczenie, tym razem do beniaminka Primera División, Levante UD. W klubie z Walencji spisywał się jednak słabiej i przez pół roku nie zdobył gola, a do tego był tylko rezerwowym. Zimą 2007 zmienił barwy klubowe i za 3,5 miliona euro przeszedł do Paris Saint-Germain, któremu pomógł w utrzymaniu się w lidze. W 2008 roku zdobył z PSG Puchar Ligi Francuskiej. W latach 2013–2014 grał w New York Red Bulls.
| Sezon   | Klub                | Kraj              | Rozgrywki  | Mecze | Bramki | Rozgrywki Europy                    | Mecze | Bramki |
| ------- | ------------------- | ----------------- | ---------- | ----- | ------ | ----------------------------------- | ----- | ------ |
| 1997/98 | Chamois Niortais    | Francja           | Division 2 | 27    | 8      | –                                   | –     | –      |
| 1998/99 | RC Strasbourg       | Francja           | Division 1 | 18    | 0      | –                                   | –     | –      |
| 1999/00 | RC Strasbourg       | Francja           | Division 1 | 30    | 7      | –                                   | –     | –      |
| 2000/01 | RC Strasbourg       | Francja           | Division 1 | 31    | 7      | –                                   | –     | –      |
| 2001/02 | RC Strasbourg       | Francja           | Division 2 | 6     | 5      | –                                   | –     | –      |
| 2001/02 | Olympique Lyon      | Francja           | Division 1 | 21    | 6      | Liga Mistrzów UEFA Liga Europy UEFA | 5 3   | 1      |
| 2002/03 | Olympique Lyon      | Francja           | Ligue 1    | 33    | 11     | Liga Mistrzów UEFA Liga Europy UEFA | 3 2   | 1 0    |
| 2003/04 | Olympique Lyon      | Francja           | Ligue 1    | 37    | 16     | Liga Mistrzów UEFA                  | 10    | 2      |
| 2004/05 | Olympique Marsylia  | Francja           | Ligue 1    | 35    | 10     | –                                   | –     | –      |
| 2005/06 | Olympique Marsylia  | Francja           | Ligue 1    | 2     | 0      | Liga Europy UEFA                    | 3     | 1      |
| 2005/06 | AJ Auxerre (wyp.)   | Francja           | Ligue 1    | 33    | 10     | –                                   | –     | –      |
| 2006/07 | Levante UD (wyp.)   | Hiszpania         | Liga BBVA  | 10    | 0      | –                                   | –     | –      |
| 2006/07 | Paris Saint-Germain | Francja           | Ligue 1    | 14    | 3      | Liga Europy UEFA                    | 4     | 0      |
| 2007/08 | Paris Saint-Germain | Francja           | Ligue 1    | 31    | 5      | –                                   | –     | –      |
| 2008/09 | Paris Saint-Germain | Francja           | Ligue 1    | 34    | 5      | Liga Europy UEFA                    | 12    | 6      |
| 2009/10 | Paris Saint-Germain | Francja           | Ligue 1    | 28    | 6      | –                                   | –     | –      |
| 2010/11 | Paris Saint-Germain | Francja           | Ligue 1    | 23    | 0      | Liga Europy UEFA                    | 11    | 4      |
| 2011/12 | Paris Saint-Germain | Francja           | Ligue 1    | 0     | 0      | Liga Europy UEFA                    | 0     | 0      |
| 2012/13 | Paris Saint-Germain | Francja           | Ligue 1    | 0     | 0      | Liga Mistrzów UEFA                  | 0     | 0      |
| 2013    | New York Red Bulls  | Stany Zjednoczone | MLS        | 22    | 1      | –                                   | –     | –      |
| 2014    | New York Red Bulls  | Stany Zjednoczone | MLS        | 26    | 5      | –                                   | –     | –      |

## Kariera reprezentacyjna
W reprezentacji Francji Luyindula zadebiutował 18 lutego 2004 roku w wygranym 2:0 meczu z Belgią, rozegranym za kadencji selekcjonera Jacques’a Santiniego. Natomiast w sierpniowym spotkaniu z Bośnią i Hercegowiną (1:1) zdobył jedynego gola dla swojej drużyny.